# Neoneura jurzitzai
Neoneura jurzitzai là loài chuồn chuồn trong họ Protoneuridae. Loài này được Garrison miêu tả khoa học đầu tiên năm 1999.